# Aenictus thailandianus
Aenictus thailandianus (лат.) — вид муравьёв-кочевников из рода Aenictus. Юго-Восточная Азия.

## Описание
Длина рабочих 3,35—3,5 мм. Скапус усиков, грудь, петиоль и постпетиоль красновато-коричневые; голова, брюшко и ноги желтовато-коричневые. От близких видов отличается следующими признаками: промезонотум густо пунктирован; усиковый скапус микропунктирован; петиоль округлый или субпрямоугольный, почти такой же длины, как и высота. Усики 10-члениковые. Голова и брюшко блестящие. Стебелёк между грудью и брюшком у рабочих состоит из двух члеников, а у самок и самцов — из одного (петиоль). Вид был впервые описан в 1993 году, а его валидный статус подтверждён в ходе ревизии, проведённой в 2023 году индийскими мирмекологами Таруном Дхадвалом и Химендером Бхарти (Department of Zoology and Environment Sciences, Punjabi University, Патиала, Индия). Включён в состав видовой группы Aenictus ceylonicus, крупнейшей среди всех групп рода Aenictus (в группе около 40 из примерно 200 всех его видов).